# Anomalon levipectus
Anomalon levipectus là một loài tò vò trong họ Ichneumonidae.